# Мазероле (Белуно)
Мазероле (итал. Maserolle) је насеље у Италији у округу Белуно, региону Венето.
Према процени из 2011. у насељу је живело 23 становника. Насеље се налази на надморској висини од 412 м.